# Трагедія на перегонах в Ле-Мані
Траге́дія на перего́нах у Ле-Ма́ні — аварія, що сталася 11 червня 1955 року під час перегонів 24 години Ле-Мана на автодромі Сартра неподалік французького міста Ле-Ман, внаслідок якої великі уламки перегонового автомобіля влетіли у натовп. У цій найбільшій катастрофі в історії автомобільного спорту загинуло 83 особи, разом з гонщиком П'єром Левегом, 120 отримали поранення. Після цієї аварії компанія «Mercedes-Benz» не брала участь в автомобільних змаганнях до 1989 року.

## До аварії
У 1955 році компанія Mercedes-Benz найняла 49-річного П'єра Левега на посаду заводського водія. Вибір Mercedes був частково обумовлений рішучістю Левега, яку той проявив у перегонах 24 години Ле-Мана 1952 року: Левег керував автомобілем майже 23 години поспіль, хоч у його команди був водій на заміну. Випереджаючи найближчого переслідувача на чотири кола, Левег тоді не зумів перемогти через втому і лише тому, що він пропустив момент перемикання передачі, внаслідок чого за 45 хвилин до закінчення перегонів у його автомобіля відмовила коробка перемикання передач, а за нею — двигун.
Виробник «Mercedes-Benz» вперше використав свій новий спортивний автомобіль 300 SLR у Світовому чемпіонаті з автоперегонів 1955 року і домігся з ним значних успіхів, серед яких слід відзначити перемогу у гонці «Mille Miglia». Корпус 300 SLR виготовлявся з надлегкого магнієвого сплаву «Електрон», відносна густина якого становила 1,8 (для порівняння, відносна густина алюмінію — 2,7, а сталі — 7,8) . Новий матеріал зменшив вагу автомобіля і тим самим поліпшив його динамічні характеристики. Однак замість ефективніших і передових дискових гальм, які були встановлені в автомобілі конкурента — Jaguar D-Type, — тут використали традиційні барабанні гальма. Висока потужність автомобіля змусила інженерів «Mercedes» встановити позаду водія величезне аеродинамічне гальмо у вигляді антикрила, яке при піднятті збільшувало опір і досить активно знижувало швидкість автомобіля.
Заходи безпеки, що часто вживаються у сучасних автомобільних перегонах, у 1955 році були практично невідомі. За винятком змін у двох місцях з метою зменшення довжини, траса у Ле-Ман по більшій мірі залишалась незмінною від часу заснування перегонів у 1923 році, коли максимальні швидкості автомобілів не перевищували 100 км/год. У 1955 році максимальні швидкості зросли до 300 і більше км/год. В автомобілях були відсутні ремені безпеки, тому що водії вважали, що при зіткнення краще вилетіти з авто, ніж опинитись заблокованим у палаючих уламках.

## Аварія

### Причина
Перегони «24 години Ле-Ману» стартували 11 червня 1955 року; П'єр Левег керував автомобілем Mercedes-Benz 300 SLR під номером 20. Американець Джон Фітч був призначений напарником Левега, він мав підмінити його по ходу перегонів. Команди «Mercedes», «Jaguar», «Ferrari», «Aston Martin» і «Maserati» практично не відставали одна від одної: із самого початку усі учасники боролись за призові місця. Перегони проходили на дуже високих швидкостях, час проходження кола постійно покращувався.
В кінці 35-го кола П'єр Левег йшов слідом за випереджаючим його на коло Майком Готорном, що був за кермом автомобіля Jaguar D-Type. Обидва якраз виїжджали на пряму стартову ділянку, де був заїзд на піт-лейн. Готорн, обігнавши повільніший Austin-Healey 100 Ленса Макліна, який також відставав на коло, із запізненням помітив сигнал на заходження на піт-стоп для дозаправлення. Готорн, щоби не піти на наступне коло, несподівано скинув швидкість. Jaguar Готорна, на якому були дискові гальма, гальмував значно краще, ніж інші авто, такі як Mercedes Левега, з барабанними гальмами. Несподіване гальмування Готорна змусило Макліна вдатись до екстреного гальмування, внаслідок чого перед Левегом, який рухався за ним, утворилась хмара пилюки. Після цього Маклін перетнув середину траси, намагаючись оминути Jaguar, який, як здалось, втратив керованість. Маклін не помітив, як позаду на великій швидкості наближались П'єр Левег і Хуан-Мануель Фанхіо, який керував ще одним Mercedes-Benz 300 SLR. Фанхіо у той момент йшов другим у перегонах, але був безпосередньо позаду й намагався обігнати Левега.
У Левега не вистачило часу, щоби відреагувати: наближаючись на великій швидкості (приблизно 240 км/год) до автомобіля, що гальмував, болід Левега зачепив ліву задню частину автомобіля Макліна. Після удару автомобіль Левега відірвався від землі й полетів на лівий бік траси та приземлився на вершину земляного насипу, що відділяв глядачів від траси.

### Зіткнення

Схема аварії

Автомобіль Левега врізався у насип під таким кутом і на такій швидкості, що почав обертатись. Внаслідок цього деякі частини автомобіля, пошкоджені й ослаблені при зіткненні, відлетіли від корпуса на величезній швидкості. Серед цих деталей був капот і передній міст: обидві частини полетіли у натовп. Капот, як гільйотина, відтинав голови глядачів із натовпу. Через те що передня частина шасі, і отже, кріплення двигуна були зруйновані, важкий блок циліндрів також вивільнився і полетів у натовп. Глядачі, що вилізли на козли, щоб краще бачити трасу, виявились прямо на шляху цих смертельних уламків. Сам Левег вилетів із автомобіля, що перекидався, але при приземленні отримав смертельну травму голови.
Після цього вибухнув паливний бак, розташований позаду. Загорання пального підняло температуру залишків каркасу, виготовленого з магнієвого сплаву, вище від порогу займання, який через високий вміст магнію був нижчим, ніж у інших металевих сплавів. Сплав загорівся білим полум'ям, і від нього на трасу і у глядачів почали відлітати розпечені кавалки. Рятувальники, які зовсім не знали, як боротись з палаючим магнієм, полили уламки водою, тим самим підсиливши полум'я. Як наслідок, корпус автомобіля горів декілька годин. За офіційними даними, від уламків і вогню загинуло 84 людини (83 глядачі і Левег), 120 було поранено. За припущеннями інших свідків, число жертв було більшим.
Фанхіо, що рухався вслід за Левегом, дивом уникнув зіткнення із сильно ушкодженим Austin-Healey, який рухався до правої частини траси, перетинаючи йому шлях. Austin-Healey Макліна врізався у піт-волл та відлетів ліворуч, тим самим знову повернувшись на трасу. Його автомобіль врізався у загородження неподалік від того місця, де горів 300 SLR, вбивши ще одного глядача. Сам Маклін не отримав серйозних травм.

## Наслідки

### Підсумки перегонів
Перегони не було зупинено, за офіційними даними, для того, щоби глядачі при виході не заповнили дороги і тим самим не завадили машинам швидкої допомоги. Опівночі на прохання Джона Фітча, напарника Левега було скликано екстрене засідання правління «Daimler-Benz». Пам'ятаючи про те, наскільки чутливою була тема участі німецьких автомобілів у французьких перегонах всього через десять років після закінчення Другої світової війни, правління на знак поваги до жертв аварії вирішило знятись зі змагань. Через вісім годин після аварії команда «Mercedes», яка тримала лідерство у перегонах (випереджала команду «Jaguar» на два кола), відкликала автомобілі Хуана Мануеля Фанхіо/Стірлінга Мосса і Карла Клінга/Андре Сімона з траси. Команда «Mercedes» запропонувала команді «Jaguar» зробити те ж саме, але вони відмовились.
Майк Готорн і команда «Jaguar» під керівництвом менеджера Лофті Інгленда продовжили гонку. Готорн і його напарник Буеб виграли змагання.

### Після перегонів
На наступний день в соборі міста Ле-Ман відбулись похорони жертв трагедії.
Французькі газети надрукували світлини Готорна і Буеба, на яких вони святкували перемогу з шампанським, і піддали їх критиці.
Офіційне розслідування аварії встановило, що водій Jaguar був невинний, і що це була всього лише аварія. Вину у загибелі глядачів поклали на недостатні вимоги стандартів безпеки на трасах. Це призвело до того, що у Франції, Іспанії, Швейцарії, Німеччині та інших країнах було накладено заборону на проведення автоперегонів до тих пір, поки на трасах не буде запроваджено заходи вищої безпеки. У США Американська автомобільна асоціація розпустила свою Конкурсну раду (Contest Board), яка з 1904 року була головним органом, що регулював автоспорт в Америці (включаючи щорічні автомобільні перегони Індіанаполіс 500). У Швейцарії під заборону потрапили часові види мотоспорту, такі як швидкісний підйом. Швейцарські промоутери були змушені проводити кільцеві перегони за кордоном, у тому числі і у Франції, Італії, Німеччині. У 2003 році Швейцарський парламент розпочав тривалі дебати на тему того, чи потрібно знімати цю заборону. Обговорення в основному відбувалось щодо проблем керування рухом і питань, що торкались навколишнього середовища, а не питань безпеки. 10 червня 2009 року Рада кантонів (одна з палат парламенту) відхилила пропозицію про зняття заборони вдруге і остаточно; тим самим заборона залишилась у силі.
Решту змагань Світового чемпіонату серед спортивних автомобілів 1955 року було скасовано: два змагання, «RAC Tourist Trophy» (Британія) і «Targa Florio» (Італія) відбулися; правда, вони пройшли у вересні і жовтні — через декілька місяців після аварії. Команда «Mercedes-Benz» виграла обидва цих змагання та завоювала кубок конструкторів того сезону.
Серед інших водіїв були різні думки щодо того, хто був головним винуватцем в аварії, яка трапилася. Джог Фітч став активним прихильником заходів безпеки і започаткував розробку безпечніших дорожніх автомобілів та гоночних трас. Незабаром на самій трасі Ле-Мана головна трибуна і піт-лейн були знесені й споруджені заново.
Після перемоги в Targa Florio, останньому значному змаганні сезону 1955 року, керівництво компанії «Mercedes-Benz» заявило, що вони відмовляються від участі у фінансованому виробниками автоспорті, щоби сконцентруватися на розробці серійних автомобілів. Корпорація повернулася до кільцевих перегонів лише у 1980-х роках. Команда «Jaguar» теж була розпущена через декілька місяців — виробник повернувся в автоспорт лише через 30 років. Обидва водії — Хуан-Мануель Фанхіо і Норман Девіс з «Jaguar» — більше ніколи не брали участі у перегонах «24 години Ле-Мана».
Маклін вважав Готорна своїм другом, але, прочитавши автобіографічну книгу Готорна «Challenge Me The Race», що вийшла у 1958 році, він із гіркотою виявив, що Готорн зняв з себе всю вину за подію, не вказавши, хто ж став винуватцем аварії. Так як Левег був мертвий, Маклін припустив, що Готорн мав на увазі винуватцем його (Макліна), і подав до суду на Готорна за наклеп. Справа залишилася невирішеною, так як Готорн загинув в аварії у 1959 році.

### Спадок
Автомобіль Макліна Austin-Healey 100, перед тим, як потрапити на аукціон, був у руках декількох приватних власників. У 1969 року його купили за 155 фунтів стерлінгів. У грудні 2011 року авто продали на аукціоні за 843 тисячі фунтів стерлінгів. Автомобіль мав рідний двигун SPL 261-BN; до аукціону вартість автомобіля оцінювалася у 800 тисяч фунтів стерлінгів. Вказувалося, що його стан був «безхазяйним».